# (34758) 2001 QH148
(34758) 2001 QH148 est un astéroïde de la ceinture principale d'astéroïdes découvert en 2001.

## Description
(34758) 2001 QH148 a été découvert le 20 août 2001 à l'observatoire Palomar, situé au nord de San Diego en Californie, par le programme Near Earth Asteroid Tracking (NEAT).

### Caractéristiques orbitales
L'orbite de cet astéroïde est caractérisée par un demi-grand axe de 2,63 ua, un périhélie de 2,30 ua, une excentricité de 0,12 et une inclinaison de 12,78° par rapport à l'écliptique. Du fait de ces caractéristiques, à savoir un demi-grand axe compris entre 2 et 3,2 ua et un périhélie supérieur à 1,666 ua, il est classé, selon la JPL Small-Body Database, comme objet de la ceinture principale d'astéroïdes.

### Caractéristiques physiques
(34758) 2001 QH148 a une magnitude absolue (H) de 13,8 et un albédo estimé à 0,035.